# Hottentotta schach
Espèce
Synonymes
- Buthus schach Birula, 1905

Hottentotta schach est une espèce de scorpions de la famille des Buthidae.

## Distribution
Cette espèce se rencontre en Iran et en Irak.

## Description
Hottentotta schach mesure de 100 à 130 mm.

## Systématique et taxinomie
Cette espèce a été décrite sous le protonyme Buthus schach par Birula en 1905. Elle est placée dans le genre Buthotus par Vachon en 1949 puis dans le genre Hottentotta par Farzanpay et Pretzmann en 1974.

## Publication originale
- Birula, 1905 : « Beiträge zur Kenntniss der Scorpionenfauna Persiens (Dritter Beiträge). » Bulletin de l'Académie impériale des sciences de St.-Pétersbourg, sér. 5, vol. 23, p. 119-148 (texte intégral).